# Urothemis luciana
Urothemis luciana is een libellensoort uit de familie van de korenbouten (Libellulidae), onderorde echte libellen (Anisoptera).
De soort staat op de Rode Lijst van de IUCN als onzeker, beoordelingsjaar 2007.
De wetenschappelijke naam Urothemis luciana is voor het eerst geldig gepubliceerd in 1961 door Balinsky.